# اچ‌اس‌دابلیوام‌اس سوریا
اچ‌اس‌دابلیوام‌اس سوِریا (به انگلیسی: HSwMS Sverige) یک کشتی دفاع ساحلی بود که طول آن 119.7 m waterline بود. این کشتی در سال ۱۹۱۵ ساخته شد.